# 申訴動議
申訴動議（英語：appeal）是一項議事程序，旨在提供與會者挑戰主席裁決結果的機會，通常用於與會者不滿主席對權宜問題或秩序問題之裁決結果時，屬於程序動議的一種。根據《羅伯特議事規則》，申訴動議需要附議，可以討論、重提，但不可以修正，表決時需獲得半數支持方為通過；在位階上，申訴動議特權優先，不需要經過主席排定發言次序就可提出。

## 用法
喬治·狄密特註記道：「（申訴動議）保障會議免於主席的獨裁控制。」此動議通常用於主席弄錯動議位階、不當允許某成員發言、裁決某動議結果時脫離動議初衷、修正動議的結果、秩序問題和權宜問題的結果、解釋字詞或條文意義有誤，或誤用動議案（尤其涉及動議的等級）時。除非與會者們決議提出申訴，否則不應該批評主席裁決的結果。假若申訴動議的表決結果為同票、反對申訴多於支持申訴或支持申訴方僅多於反對方一票，均不通過。
根據《梅森立法程序準則》，申訴動議可以被擱置，但不能付委。保羅·梅森註記道：「有時候主席基於傳統做出的決定可能會帶來好處，此時申訴動議就顯得輕率。」《羅伯特議事規則》則提到：主席有時會樂於被申訴，因為可以讓她或他的責任減輕。而《議事程序準則》則不同意申訴動議可以被擱置，認為其它動議才能被停止討論或被提出限制討論動議。